# Рич, Эдмунд
Эдмунд Рич, или Эдмунд Эбингдонский (англ. Edmund Rich, лат. Edmundus Abindoniensis; предп. около 20 ноября 1174, Абингдон, Оксфордшир — 16 ноября 1240, Soisy-Bouy) — английский церковный деятель, философ и теолог, архиепископ Кентерберийский.

## Биография

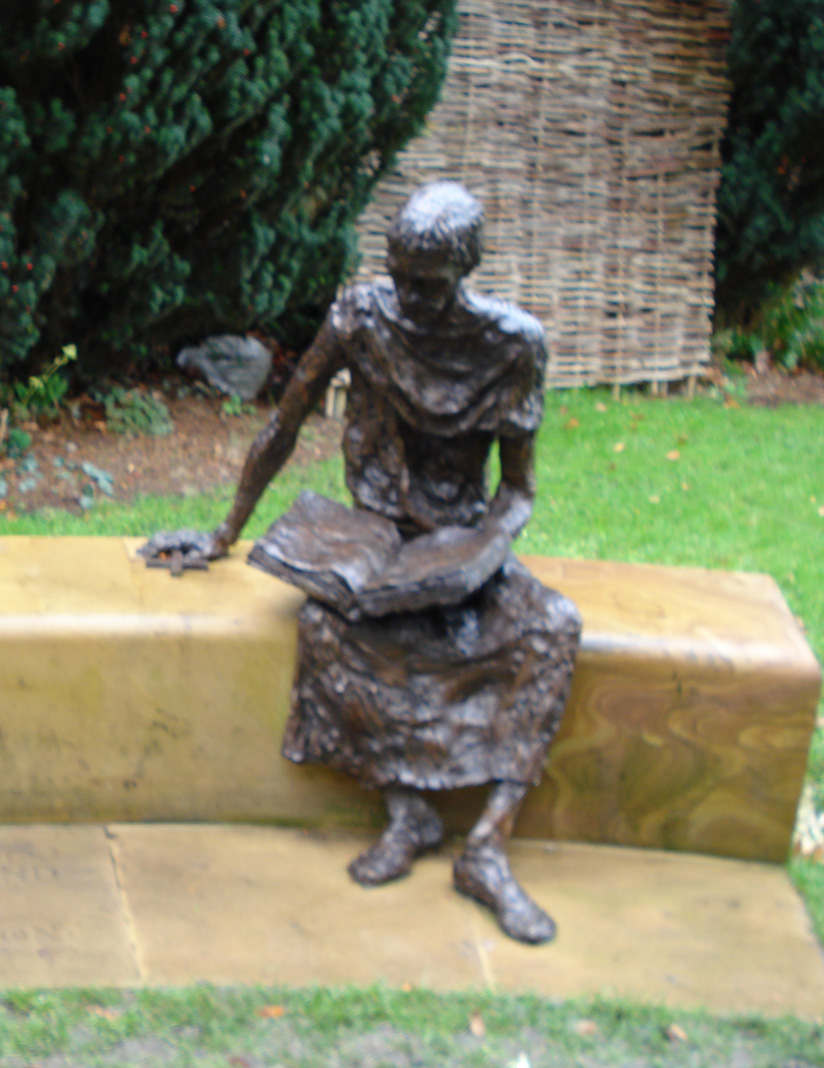
Памятник Эдмунду Ричу в Оксфорде

Эдмунд Рич получил образование в Парижском и Оксфордском университетах, и с 1214 года он — оксфордского университета. В 1227 году Эдмунд проповедует за участие в крестовых походах. В 1233 он становится архиепископом Кентерберийским. На этом церковном посту Э.Рич часто вступал в конфликт с королём Генрихом III, вследствие чего впал в немилость и в 1240 году уехал во Францию, в монастырь Понтитьи. В 1240 году он скончался в Суасси по пути в Рим, куда собирался совершить паломничество.
В 1246 году Эдмунд Эбиндонгский был причислен к лику святых. В 1253 году в Дувре была освящена церковь Святого Эдмунда. День почитания св. Эдмунда — 16 ноября.